# San Francisco
San Francisco (oficialment The City and County of San Francisco) és una ciutat del nord de Califòrnia, a la costa oest dels Estats Units. És un centre cultural, universitari, comercial i financer de primer ordre. San Francisco és la 17a ciutat pròpiament dita més poblada dels Estats Units i la quarta més poblada de Califòrnia, amb 873.965 residents (2020). Cobreix una àrea d'uns 121 quilòmetres quadrats, principalment a l'extrem nord de la península de San Francisco a l'àrea de la badia de San Francisco, la qual cosa la converteix en la segona ciutat més densament poblada dels Estats Units i el cinquè comtat més densament poblat, només darrere de quatre dels cinc districtes de la ciutat de Nova York. 
San Francisco és la 12a àrea estadística metropolitana més gran dels Estats Units amb 4,7 milions de residents i la quarta més gran per producció econòmica, amb un PIB de 592.000 milions de dòlars (2019). Hi té molta importància l’activitat de Silicon Valley, pionera en la revolució informàtica.
Amb San Jose, forma l'Àrea Estadística Combinada San Jose–San Francisco–Oakland, CA, la cinquena àrea estadística combinada més poblada dels Estats Units, amb 9,6 milions de residents (2019). Els sobrenoms col·loquials de San Francisco inclouen SF, San Fran, The City i Frisco.
Està situada a una península formada per molts turons que separa la Badia de San Francisco de l'oceà Pacífic. Situada prop de la falla de San Andrés, la ciutat pateix terratrèmols amb certa regularitat, el més important dels quals fou el del 1906 i n'obligà una reconstrucció quasi total.

## Història
De 10.000 a 20.000 anys abans de l'arribada dels europeus l'àrea de la badia ja estava habitada pels nadius americans. Quan van arribar els europeus van trobar la zona situada entre la costa entre Point Sur i la badia de San Francisco habitada per la tribu dels Yelamu.
El temps i la geografia del lloc va dur els primers exploradors europeus, incloent-hi Juan Rodríguez Cabrillo i Francis Drake (qui prendria terra unes poques milles més al nord a Point Reyes) a passar de llarg el pas de Golden Gate i no entrar en la badia de San Francisco.

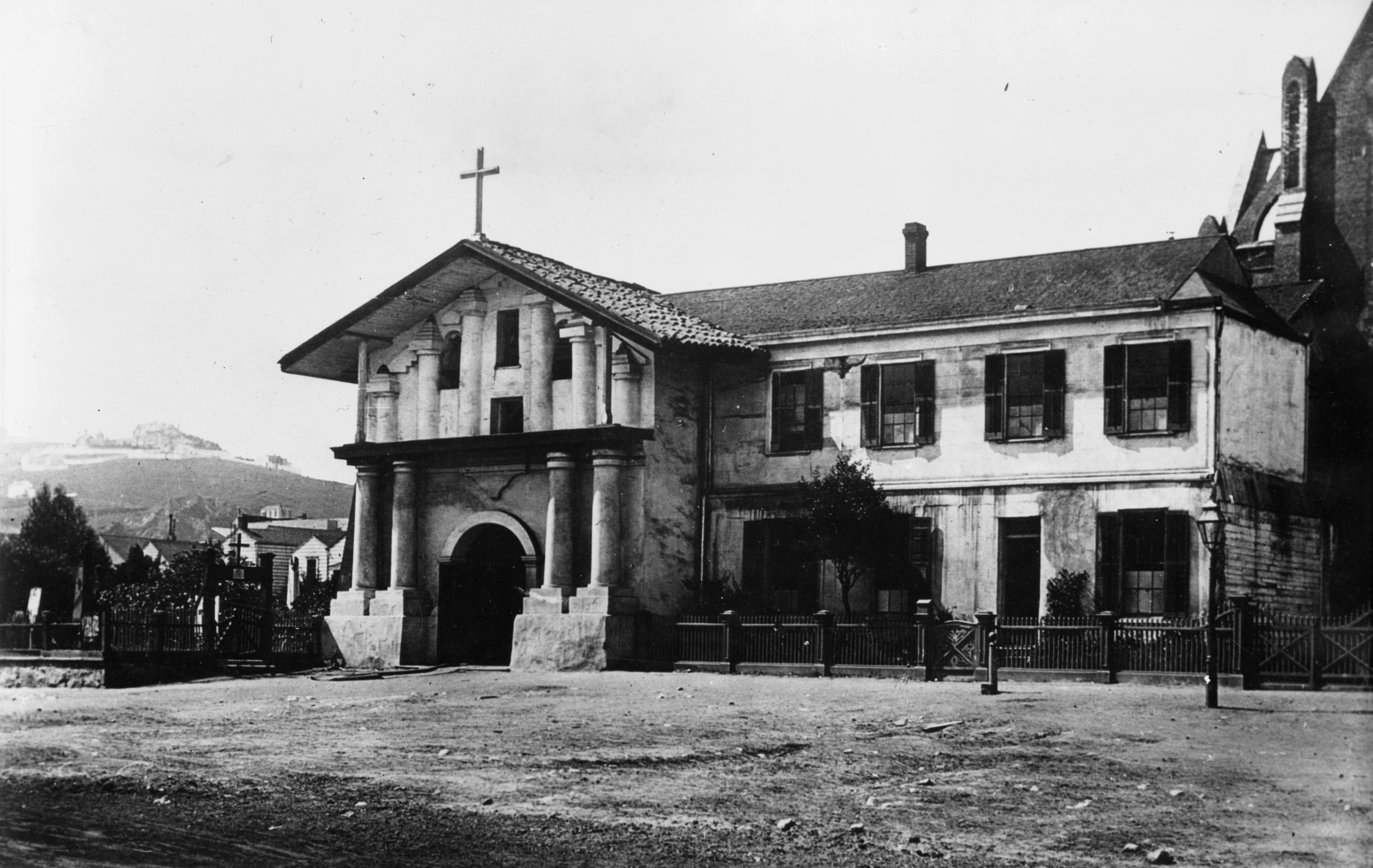
Missió San Francisco de Asís (Missió Dolores)

Això va canviar el 1770 quan una expedició espanyola dirigida per Gaspar de Portolà va descobrir la badia, reclamant aquest lloc en el nom d'Espanya, i registrant-la en els mapes oficials. Seguint ordres del virrei Bucareli, el tinent coronel Juan Bautista de Anza va escollir l'emplaçament del Presidi de San Francisco el 28 de març de 1776. El "presidio" i la missió foren establerts pel tinent Joseph Moraga i els franciscans fra Francesc Palou i fra Pedro Benito Cambón els dies 27 i 28 de juny de 1776, enviats en un destacament fundacional des del "presidio" de Monterrey. (El "presidio" i la missió foren acabats el 17 de setembre de 1776. L'any 1782 el pare Palou va decidir canviar la missió a un lloc més favorable. La nova missió fou inaugurada l'any 1791 i és la que encara es conserva. Feta de toves, la missió San Francisco de Asís és l'edifici més antic de San Francisco preservat intacte).
El 1792 l'explorador britànic George Vancouver va establir un petit assentament prop de la vila de Yerba Buena que es va convertir en una petita base per a anglesos, russos i altres comerciants, exploradors i colons europeus. A causa de la distància de la seva situació i els consegüents problemes logístics, l'àrea estava aïllada, subdesenvolupada i dispersament poblada. Es va convertir en part de l'independent Mèxic el 1821.
El 1833 la Missió de Francisco de Asís va ser abandonada. Les tribus locals d'ohlone i miwok virtualment es van extingir durant aquesta mateixa època a causa de les malalties i guerres amb els colons europeus.
El desenvolupament per part de la població no hispana va començar el 1822, quan Willian Richardson, un balener anglès, va reconstruir una part de Yerba Buena que actualment és Portsmouth Square al barri xinès. Yerba Buena va romandre com una petita ciutat fins que va esclatar la guerra Mèxic-Estats Units el 1846. Una força naval sota el comandament del comodor John D. Sloat va reclamar la zona per als Estats Units i va canviar el nom a "San Francisco" el 30 de gener de 1847.

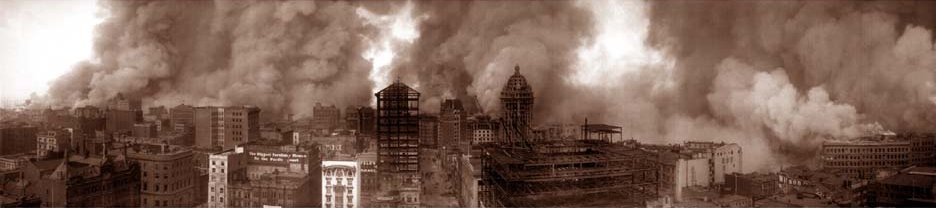
Incendi de San Francisco després del Gran Terratrèmol de 1906.

El 18 d'abril de 1906 es va produir un terratrèmol devastador resultat de la ruptura de més de 270 milles de la falla de San Andrés des de San Juan Bautista fins a Eureka amb epicentre a Mussel Rock, a la costa de Daly City. El United States Geographical Survey estima que la tremolor va tenir una magnitud de 7,8 en l'escala de Richter. Les canonades d'aigua es van trencar i els incendis que van seguir el terratrèmol van estar sense control durant dies destruint aproximadament el 80% de la ciutat, incloent-hi la major part del centre de la ciutat. Molts residents van quedar atrapats entre les inundacions i els incendis, l'evacuació a través de la badia va salvar milers de vides. Es van establir camps de refugiats a Golden Gate Park, Ocean Beach i altres zones subdesenvolupades de la ciutat. El nombre oficial de morts en aquella època va ser de 478, encara que el 2005 va ser revisat a més de 3000. El baix nombre de víctimes inicials va consistir en un engany creat per les autoritats estatals i federals que van pensar que publicar el nombre real de morts podria danyar la moral del país i els esforços per a la reconstrucció de la ciutat.

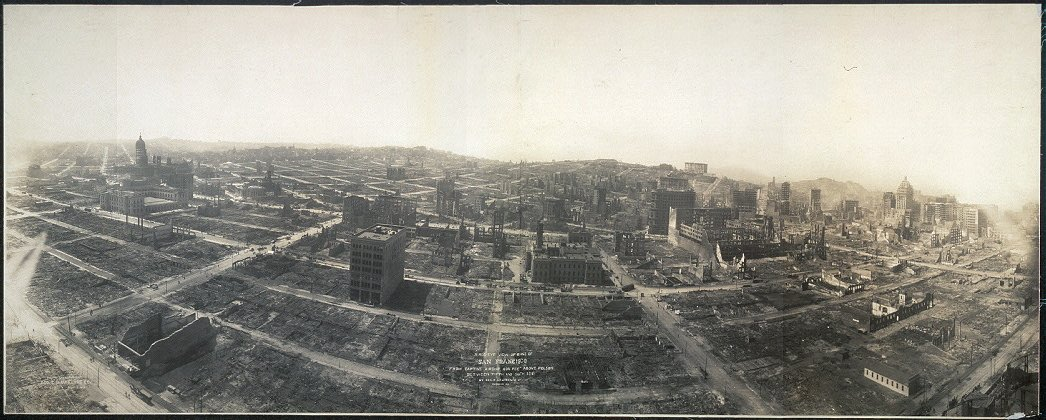
Situació en la qual va quedar San Francisco després del Gran Terratrèmol de 1906.

San Francisco va adoptar més tard unes normes d'edificació summament exigents pel que fa a la protecció antisísmica. El pont de la badia de San Francisco a Oakland es va obrir el 1936 i el Golden Gate el 1937. Durant la Segona Guerra Mundial San Francisco va ser el principal punt d'embarcament per a la guerra del Pacífic.
El 1945 va tenir lloc a San Francisco la conferència que va donar lloc a l'Organització de les Nacions Unides. La Carta de les Nacions Unides es va signar el 26 de juny.
Als anys 90 San Francisco es va convertir en un formiguer de noves empreses de tecnologia que s'acumulaven sobretot a la zona de 3rd Street fins a 6th Street. Empreses com Oracle Corporation o United Airlines són originàries de San Francisco. En ser la ciutat més propera a Silicon Valley serveix d'atractiu per a moltes noves empreses que prefereixen treballar en un nucli urbà.
BarrisCastro, Chinatown, Cow Hollow, Fillmore, New Fillmore, Financial District, Fisherman's Wharf, Haight Ashbury, Marina, Mission District, Mission Bay, Nob Hill, Pacific Heights, Potrero, Presidio, Richmond, Sea Cliff, South of Market ("Soma"), Showplace Square, Sunset, Telegraph Hill, Tenderloin, Twin Peaks, Western Addition.

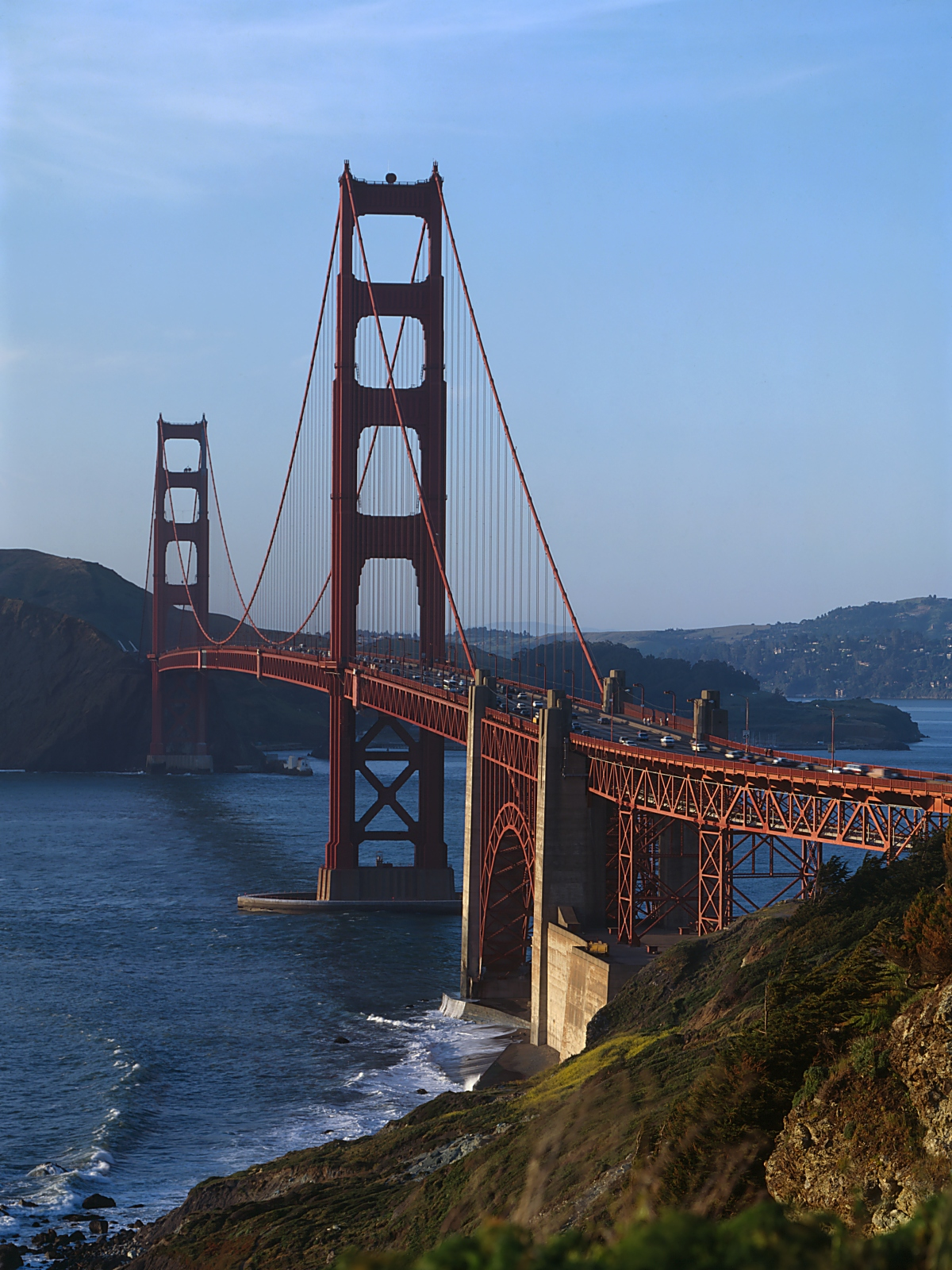
El Pont Golden Gate, a San Francisco

### Platges i parcs

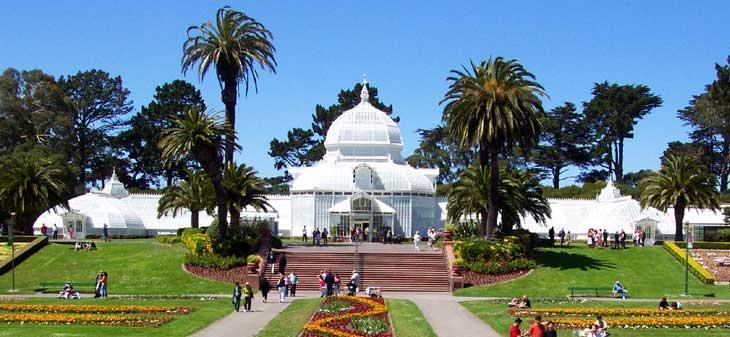
El Conservatory of Flowers en el parc Golden Gate.

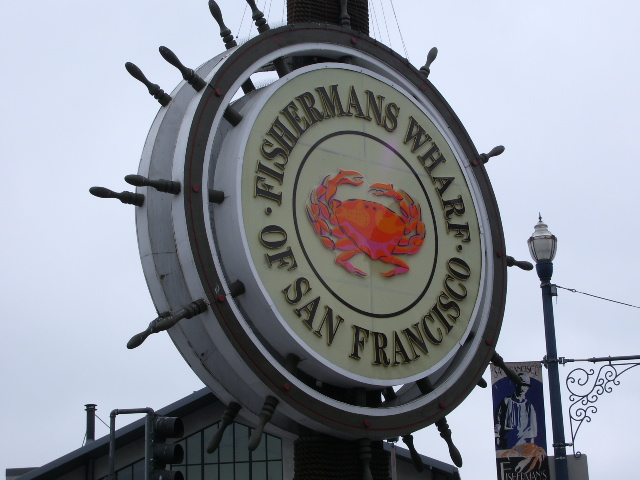
Fisherman's Wharf és un dels barris turístics de San Francisco per excel·lència

San Francisco es distingeix pel fet que alguns dels seus parcs, i pràcticament totes les seves platges dins dels límits de la ciutat formen part de la Golden Gate National Recreation Area que és una de les parts més visitades del sistema de Parcs Nacionals als Estats Units, amb més de 13 milions de visitants cada any. També és un dels parcs urbans més gran del món. Les platges i parcs que formen aquesta àrea inclouen Ocean Beach, que està situada a la riba de la costa de l'Oceà Pacífic i és freqüentada per surfistes; Baker Beach, situada en una cala a l'oest del Golden Gate i forma part del Presidio, l'antiga base militar. Dins del Presidio hi ha Crissy Field, un antic aeròdrom que fou restaurat a la seva forma originària per tornar a ser un ecosistema de maresma. L'Àrea també administra el fort Funston, el parc Lands End, el fort Mason i Alcatraz. El Servei del Parc Nacional també s'encarrega de manera separada del Parc Històric Nacional Marítim de San Francisco: una flota de vaixells històrics i propietats costaneres al voltant del complex Aquatic Park ha sigut restaurada al seu ecosistema natural. Tots aquests indrets, juntament amb altres com Alcatraz i Fort Funston, formen part de la Golden Gate National Recreation Area, un conjunt estatal de platges, parcs i llocs històrics administrats pel Servei de Parcs Nacionals.
Hi ha més de dos-cents parcs mantinguts pel Departament de Recreació i Parcs de San Francisco. El més gran i més conegut és el Golden Gate Park, que s'estén des del centre de la ciutat fins a l'oest, on es troba amb el Pacífic. El parc va ser concebut als anys seixanta del segle xix i creat mitjançant la plantació de milers d'espècies no autòctones d'arbres i altres plantes. En aquest parc hi ha atraccions culturals i naturals com el Conservatory of Flowers, el Japanese Tea Garden i el Jardí Botànic de San Francisco. El llac Merced és un llac d'aigua dolça envoltat de zones verdes i a prop del zoològic de San Francisco, un parc que és l'hàbitat de més de 250 espècies animals, moltes d'aquestes espècies es troben catalogades com espècies en perill d'extinció. L'únic parc portat pel sistema de Parcs Estatals de Califòrnia que es troba majoritàriament a San Francisco és Candlestick Point, que fou la primera àrea urbana de recreació de l'estat.

## Govern
San Francisco —oficialment coneguda com la Ciutat i el Comtat de San Francisco— és una ciutat-comtat consolidada, un estatus que ha mantingut des de 1856. És l'única amb aquest estatus a Califòrnia. L'alcalde és també l'executiu del comtat, i la Junta de Supervisors del comtat actua com ajuntament. Regulat pels estatuts de la ciutat, el govern de San Francisco està constituït per dues branques amb el mateix nivell de poder. La branca executiva està encapçalada per l'alcalde de la ciutat i inclou altres funcionaris escollits i designats, així com l'administració pública. La Junta de Supervisors, formada per 11 membres, representa la branca legislativa, i està encapçalada per un president i és la responsable d'aprovar les lleis i els pressupostos, encara que San Francisco també utilitza la iniciativa popular per a aprovar qualsevol legislació.

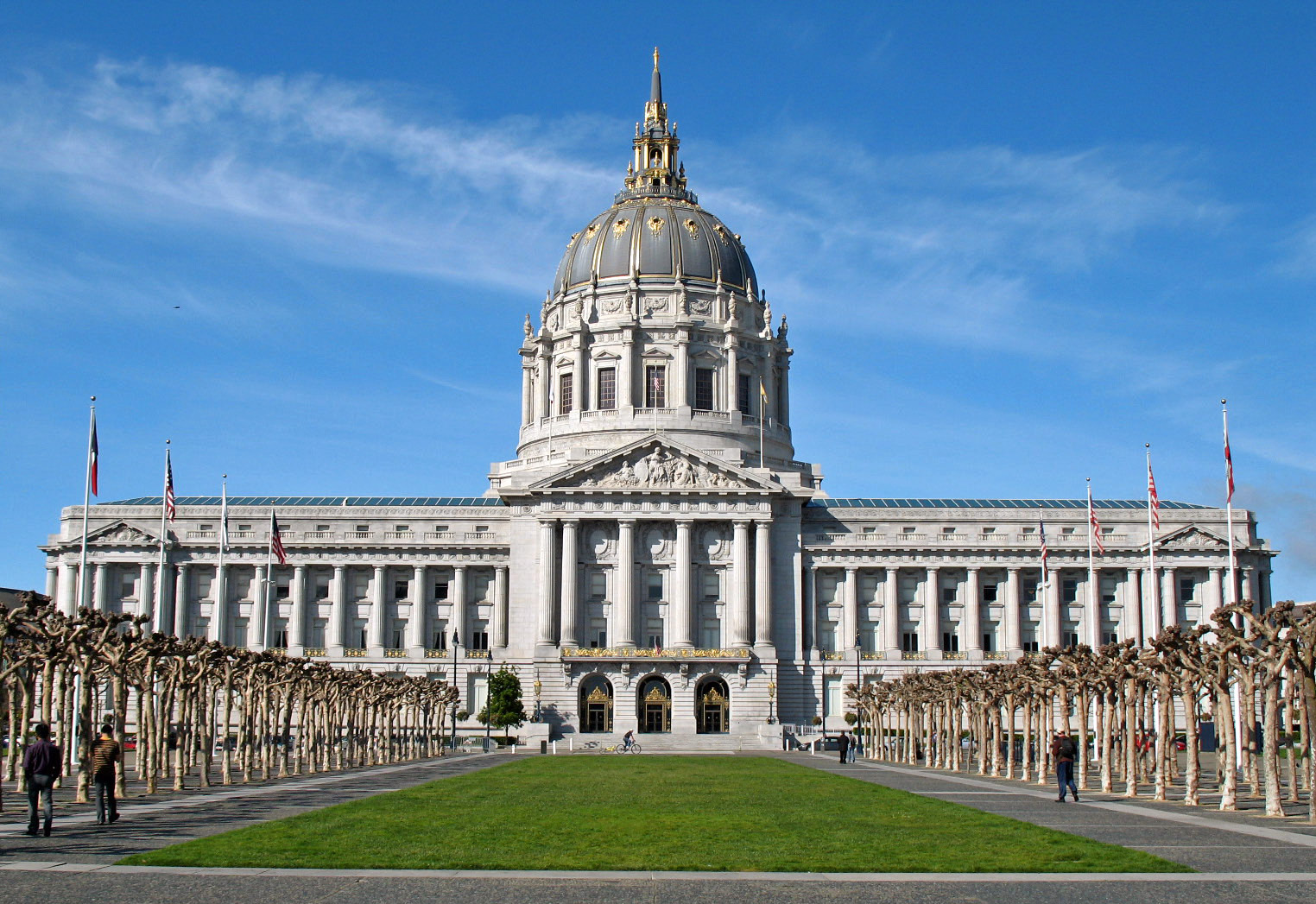
Ajuntament de San Francisco.

Els membres de la Junta de Supervisors són escollits com a representants de districtes específics de la ciutat. En cas de mort o dimissió de l'alcalde, el President de la Junta de Supervisors és qui agafa el càrrec, com va fer Dianne Feinstein després de l'assassinat de George Moscone el 1978.
Per culpa del seu singular estatus de ciutat-comtat, el govern local exerceix jurisdicció sobre els béns que si no es trobarien fora del seu límit corporatiu. L'Aeroport Internacional de San Francisco, tot i estar situat en el comtat de San Mateo, pertany i és gestionat per la ciutat i comtat de San Francisco. A la ciutat-comtat també se li va concedir un arrendament a perpetuïtat sobre la vall de Hetch Hetchy i la seva conca hidrogràfica en el Parc Nacional de Yosemite a través de la Llei Raker el 1913.
El 2006, la Junta de Supervisors va aprovar el programa Healthy San Francisco, que dona atenció mèdica a alguns residents sense assegurança.
El govern federal de San Francisco utilitza la ciutat com a centre regional per a moltes branques de la burocràcia federal: la Cort d'Apel·lacions dels Estats Units, el Banc de la Reserva Federal, la Casa de la Moneda i el United States Mint. Fins al desmantellament a principis de 1990, a la ciutat hi havia grans instal·lacions militars com en el Presidio, Treasure Island, i Hunters Point, una herència que encara es veu reflectida a la celebració anual de la Fleet Week. L'estat de Califòrnia utilitza San Francisco com a seu de la Cort Suprema de l'Estat i altres organismes estatals. Més de setanta governs estrangers tenen consolats a San Francisco.

## Llocs d'interès
- Presó d'Alcatraz
- Pont Golden Gate.
- Fisherman's Wharf. Port Turístic de la Ciutat
- Lombard Street
- Chinatown
- Japantown
- Museu d'Art Modern de San Francisco

## Fills il·lustres
- Ansel Adams (1902 -1984) fotògraf i ecologista
- Mel Blanc (1908 - 1989) actor i doblador
- Lisa Bonet (1967 -) actriu
- Pat Brown (1905 - 1996) Governador de Califòrnia.
- Jerry Brown (1938 -) polític Governador de Califòrnia
- Owen Chamberlain (1920 - 2006) físic, Premi Nobel de Física de l'any 1959.
- Isadora Duncan (1877 - 1927) ballarina i coreògrafa
- Kevin Durant (1988 -) jugador de bàsquet
- Clint Eastwood (1939 -) actor, director i productor de cinema
- Joseph Erlanger (1874 - 1965) metge i bioquímic, Premi Nobel de Medicina o Fisiologia de l'any 1944
- Dianne Feinstein (1933 -) senadora
- Robert Frost (1874 - 1963) poeta
- Danny Glover (1946 -) actor, director i productor de cinema
- Rube Goldberg (1883 - 1970) caricaturista, escultor, escriptor i enginyer
- Kirk Hammett (1962 -) músic i guitarrista de Metallica
- William Randolph Hearst (1863 - 1951) periodista, editor i empresari de mitjans de comunicació
- Steve Jobs (1955 - 2011) cofundador d'Apple
- Bruce Lee (1940 - 1973) actor
- Jack London (1876 - 1916) escriptor
- Courtney Love (1964 -) cantautora, actriu i pintora
- Robert McNamara (1916 - 2009) polític
- Rob Schneider (1963 -) actor
- Richard Serra (1929 -) escultor
- Alicia Silverstone (1976 -) actriu
- O. J. Simpson (1947 -) jugador de futbol americà
- Gary Snyder (1930 -) poeta
- Joe Spano (1946 -) actor
- Aisha Tyler (1970 -) actriu
- Luis Walter Álvarez (1911 - 1988) físic, Premi Nobel de Física de l'any 1968
- Naomi Wolf (1962 -) escriptora
- Natalie Wood (1938 - 1981) actriu
- John W. Young (1930 - 2018) astronauta